# Virginia Norwood
Virginia Tower Norwood (New York, 8 gennaio 1927 – Topanga, 26 marzo 2023) è stata un'ingegnere aerospaziale, fisica e inventrice statunitense, conosciuta soprattutto per il suo contributo al programma Landsat, avendo progettato lo scanner multispettrale che fu utilizzato per la prima volta su Landsat1. È stata chiamata "La Madre di Landsat" per questo lavoro..

## Biografia
Virginia Tower nacque l'8 gennaio 1927 a Fort Totten a New York City, figlia maggiore di Eleanor Monroe e John Vogler Tower. Suo padre era un ufficiale dell'esercito, aveva un master in fisica e in seguito insegnò alla Carnegie Tech. Sua madre era esperta in matematica e lingue. Suo padre incoraggiò attivamente l'interesse della giovane Virginia per la fisica e la matematica; le diede un regolo calcolatore quando aveva nove anni e la aiutò a sviluppare le sue capacità matematiche. La famiglia si trasferì con la carriera militare di suo padre, vivendo a Panama, Oklahoma e Bermuda. Una volta che le famiglie dei militari furono rimandate nel continente americano in seguito all'attacco a Pearl Harbor nel dicembre 1941, lei frequentò cinque scuole superiori. Nel 1943, il suo consulente scolastico al liceo le suggerì di diventare una bibliotecaria grazie alla sua intelligenza, ma lei era molto più interessata ai numeri che alle parole.
Norwood fu accettata al Massachusetts Institute of Technology con una borsa di studio parziale nel 1944. Si laureò nel 1947 in fisica matematica. Mentre lavorava presso il Signal Corps dell'Esercito degli Stati Uniti nel New Jersey, prese lezioni di ingegneria attraverso un programma di estensione della Rutgers University.

## Carriera

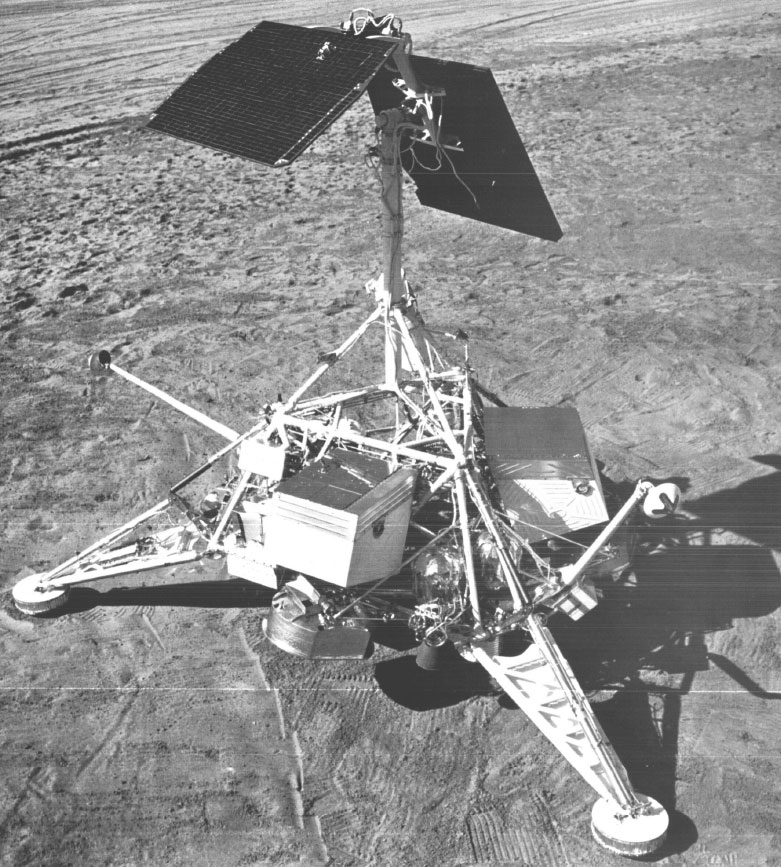
Un modello della sonda lunare Surveyor 1

Un anno dopo la laurea al MIT fu assunta dai Laboratori del Signal Corps dell'esercito americano a Fort Monmouth, nel New Jersey, e iniziò a lavorare sul radar meteorologico. Mentre era lì, progettò un riflettore radar per palloni meteorologici che rilevava venti a grandi altezze prima non ottenibili. Questo tipo di strumenti permette di effettuare previsioni meteorologiche a lungo termine; depositò un brevetto su questa invenzione all'età di 22 anni. Successivamente, nei laboratori della Sylvania Electronic Defense, sviluppò antenne a microonde.
Dopo cinque anni al Signal Corps si trasferì a Los Angeles e iniziò a lavorare per la Hughes Aircraft Company. Lavorò lì per 36 anni su una serie di progetti che includevano la progettazione di antenne, collegamenti di comunicazione, ottica e scanner Landsat. Durante quel periodo progettò il trasmettitore a microonde che Surveyor 1 utilizzò per trasmettere dati e immagini sulla terra.

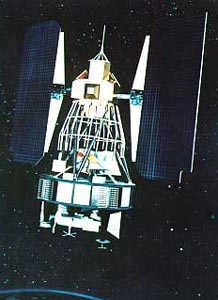
Disegno del satellite Landsat 1 nello spazio. I satelliti Landsat 2 e Landsat 3 erano molto simili

Norwood progettò uno scanner multispettrale a sei bande da utilizzare nella prima missione Landsat. A causa dei vincoli della missione, il prototipo fu rivisto per utilizzare solo quattro bande. Lo scanner multispettrale fu trasportato sul Landsat 1. Una versione migliorata a sette bande, nota come Thematic Mapper, fu successivamente inclusa su Landsat 4.
Norwood si ritirò nel 1989. Un articolo biografico pubblicato dalla NASA nel 2020 la chiamava "La madre di Landsat".
Norwood morì nella sua casa di Topanga, in California, il 26 marzo 2023, all'età di 96 anni.

### Brevetti
Norwood depositò tre brevetti. Due di questi sono un riflettore radar progettato per tracciare palloni meteorologici e una nuova antenna di tracciamento ripiegata.
- Brevetto USA 2746035A,[11] Virginia T Norwood, "Riflettore radar", rilasciato il 15 maggio 1956
- Brevetto USA 3143737A,[12] Virginia T Norwood, "Antenna a dipolo piegata a forma di sigma", rilasciato il 4 agosto 1964

## Premi
Nel 1979, Norwood ebbe il premio William T. Pecora. Il premio riconosce i risultati ottenuti nella comunità scientifica e tecnica del telerilevamento, nonché i contributi che portano ad applicazioni pratiche di successo del telerilevamento. Il premio è sponsorizzato congiuntamente dal Dipartimento degli Interni degli Stati Uniti e dalla National Aeronautics and Space Administration.
Nel 2021, Norwood ricevette un premio onorario alla carriera dall'American Society for Photogrammetry and Remote Sensing, il più alto onore che la società conferisce a qualsiasi individuo.
Norwood fu eletta alla National Academy of Engineering nel febbraio 2023.

## Vita privata
Virginia Tower sposò Lawrence Russell Norwood, il suo insegnante di calcolo del terzo semestre e presidente del club di matematica del MIT. Si sposarono il giorno dopo che lei conseguì la laurea in matematica. Hanno avuto tre figli prima di divorziare. In seguito sposò Maurice Schaeffer (morto nel 2010).